# Estação Rosedale (TTC)

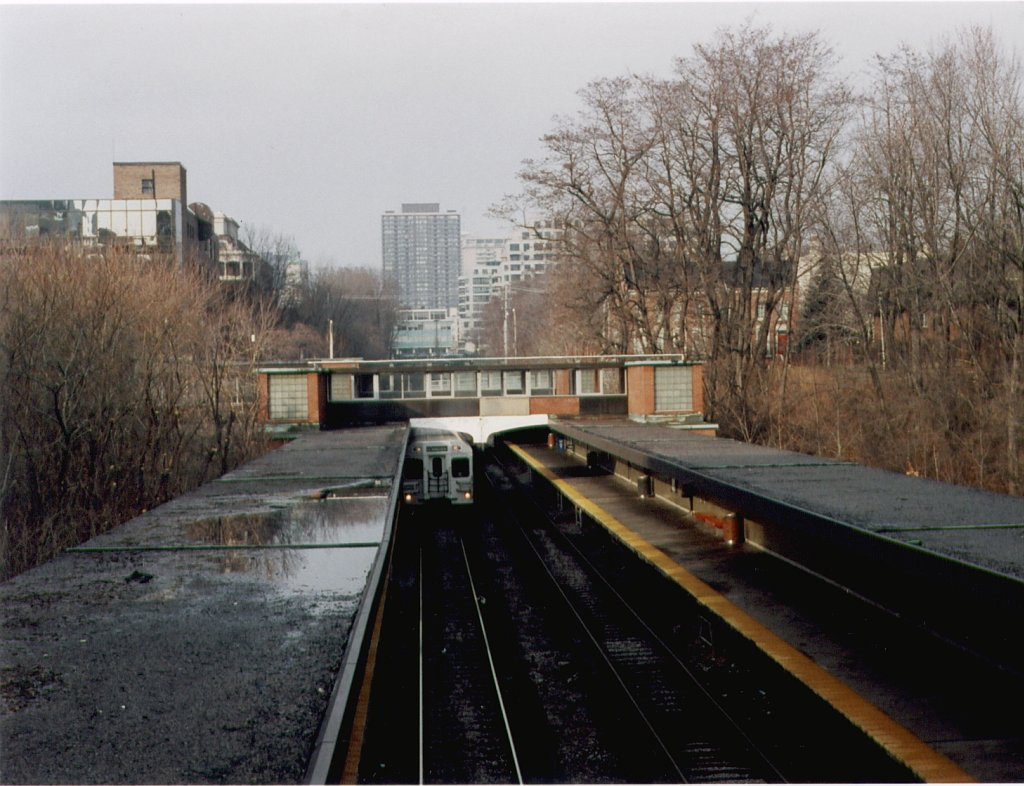
Vista da estação Rosedale.

Rosedale é uma estação do metrô de Toronto, localizada na secção Yonge da linha Yonge-University-Spadina. Localiza-se no cruzamento da Yonge Street com a Crescent Avenue. Rosedale possui um terminal de ônibus integrado, que atende a uma linha de superfície do Toronto Transit Commission, 82 Rosedale (passageiros da 97 Yonge precisam de um transfer para poderem realizar uma conexão entre a linha de superfície e o metrô e vice-versa, visto que o ônibus não entra no terminal). O nome da estação provém do bairro Rosedale, onde a estação está localizada.